# Theodulf von Orléans

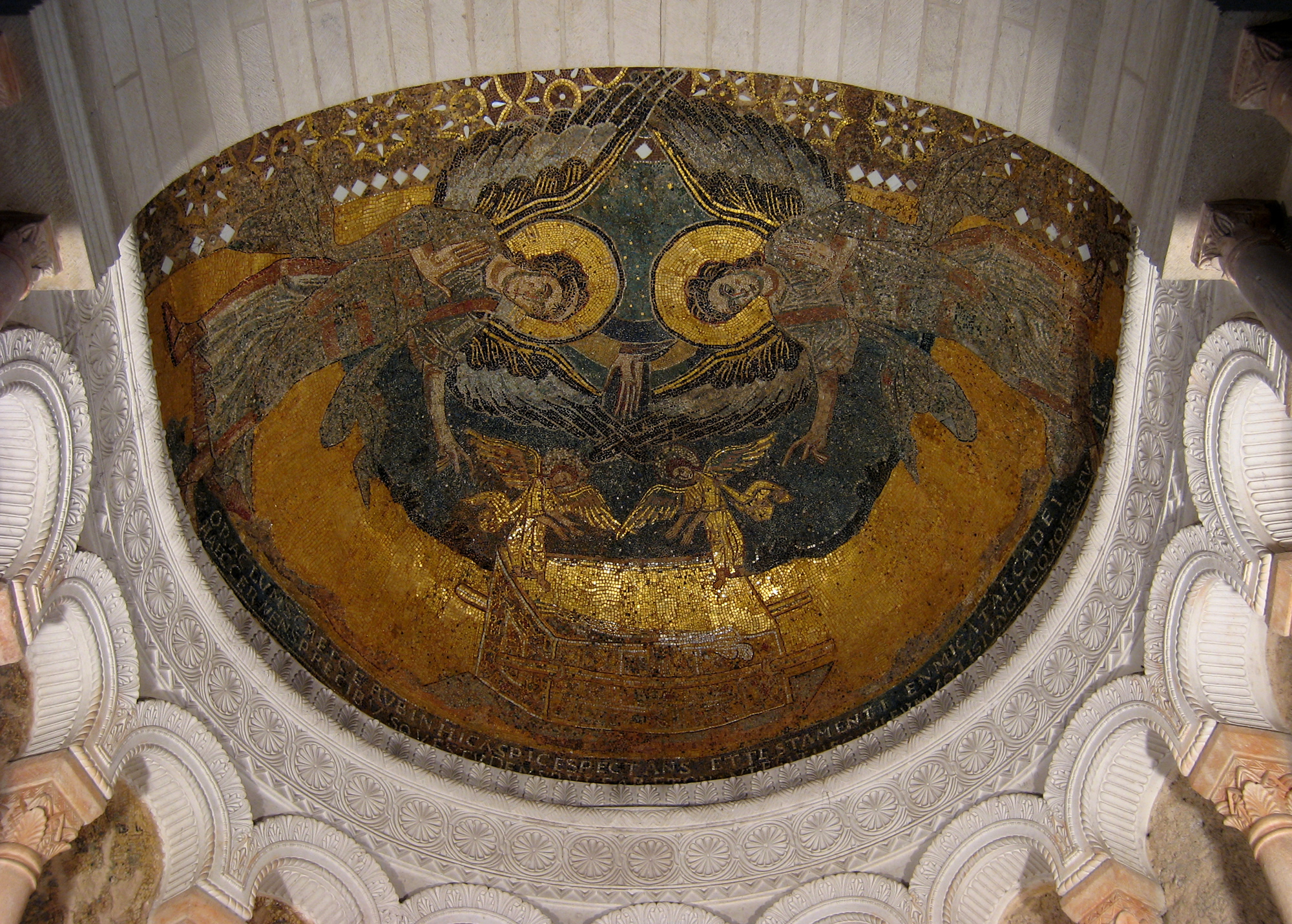
Die Kirche von Germigny-des-Prés wurde von Theodulf von Orléans gegründet. Das in der Kalotte der Ostapsis angebrachte, einzig erhaltene karolingische Mosaik nördlich der Alpen zeigt die von Engeln umgebene Bundeslade

Theodulf von Orléans (lat. Theodulfus Aurelianensis; * um 760 in Saragossa?; † 821 in Le Mans?) war ein westgotischer Theologe, Dichter und enger Berater Karls des Großen. Er wirkte als Bischof von Orléans und Abt mehrerer Klöster, darunter Fleury.

## Herkunft
Die Angaben zu Theodulfs Herkunft und Lebensdaten sind in den Quellen uneinheitlich. Die Forschung geht heute von einer Geburt um 760 in der nordspanischen Region Tarraconensis, möglicherweise in Saragossa, aus. Seine westgotische Herkunft ist heute unbestritten. Theodulf berichtet, dass ihn ein "großes Unglück" ins Exil getrieben hätte, vermutlich die Vertreibung der Christen aus Saragossa durch den Emir von Cordoba (782). Wahrscheinlich fand er Zuflucht in Narbonne im fränkisch kontrollierten Septimanien.

## Am Hof Karls des Großen
Zwischen 785 und 790 trat Theodulf in den Hofdienst Karls des Großen und machte sich schnell einen Namen als Dichter und Theologe.

## Libri Carolini
Um 790 erhielt er den Auftrag, eine Antwort auf den Beschluss des zweiten Konzil von Nizäa (787) zum Bilderstreit zu verfassen. Die daraus entstandenen Libri Carolini formulierten die ablehnende Haltung des fränkischen Hofs gegenüber der Bilderverehrung. Diese Arbeit vollendete Theodulf zwischen 791 und 793 in Regensburg. Zu einer formalen Anerkennung seitens des Hofes kam es jedoch nicht und die Synode von Frankfurt im Jahr 794 nahm eine gegenüber den Libri deutlich weniger rigorose Position ein.

## Bischof und Abt
Um 798 wurde Theodulf zum Bischof von Orléans ernannt. Zeitgleich übernahm er die Leitung mehrerer Klöster, darunter Saint-Benoît-de-Fleury, St-Aignan in Orléans und Saint-Liphard in Meung-sur-Loire.
In seiner Diözese verfasste er zwei Bischofs-Kapitularien (ca. 800 und 813), die große Wirkung entfalteten. Darin forderte er von den Geistlichen Predigtpflicht und kostenlosen Unterricht für Kinder auf dem Land. Auch kümmerte er sich um eine Reform der Klöster im Sinne des Benedikt von Aniane.

## Rivalität mit Alkuin
Theodulf und Alkuin standen in einer von gegenseitigem Respekt, aber auch von offener Rivalität geprägten Beziehung. Beide waren herausragende Vertreter der karolingischen Gelehrtenkultur, unterschieden sich jedoch deutlich in Stil, Temperament und theologischer Ausrichtung. Ihre Gegensätze traten besonders in der Dichtkunst zutage, in der sie sich mitunter satirisch überboten. Theodulf verspotet Alkuin als alten Mann, dem kaum noch Zähne geblieben sind, der aber mit ungebrochener Leidenschaft warmen Brei löffelt – ein ironisches Sinnbild für Alter und fehlende geistige Schärfe. Alkuin kontert Theodulfs Spott mit dem Bild des alten Kriegers, der zwar ergraut ist, aber immer noch zu kämpfen weiß – ein würdevoller, gelehrter Appell, Alter nicht mit Schwäche zu verwechseln.
Auch bei offiziellen Aufgaben standen sie in Konkurrenz: 795 wurden beide von Karl beauftragt, ein Epitaph auf den verstorbenen Papst Hadrian I. zu verfassen. Alkuins Text wurde ausgewählt, was Theodulf vermutlich als Zurücksetzung empfand. Die Rivalität kulminierte 802 in einem juristisch-kirchlichen Konflikt, als ein von Theodulf verurteilter Priester aus Orléans nach Tours floh und dort Kirchenasyl beanspruchte. Als Theodulf eine bewaffnete Abordnung nach Tours entsandte, um den Flüchtling zurückzuholen, eskalierte die Situation. Die Geistlichkeit und Bürgerschaft der Stadt stellten sich den Häschern entgegen, woraufhin Alkuin die brenzlige Situation entschärfen musste. Karl entschied schließlich zugunsten Theodulfs und betonte die Unverletzlichkeit der königlichen Gerichtsbarkeit.

## Bau- und Kulturförderung
Theodulf förderte den Kirchenbau in seiner Diözese. Unter diesen befindet sich die am 3. Januar 806 geweihte Kirche von Germigny-des-Prés, heute einer der ältesten erhaltenen Kirchenbauten Frankreichs, errichtet auf dem Grundriss eines griechischen Kreuzes nach dem Vorbild des Aachener Doms. In Germigny-des-Prés kann man noch heute die im Jahr 1820 wiederentdeckten und seither restaurierten Mosaike byzantinischen Stils betrachten, die auf ein von Theodulf entworfenes Bildprogramm zurückgehen dürften. Er soll auch Weltkarten für den Bischofspalast in Orléans und das Kloster Saint-Riquier in Auftrag gegeben haben. Verse aus seiner Feder finden sich am Rand einer Karte im Codex von Ripoll.

## Politische Missionen
Als missus dominicus, also als königlicher Gesandter mit richterlicher und administrativer Vollmacht, wurde er 798 gemeinsam mit Leidrad von Lyon nach Südfrankreich entsandt, u. a. in Septimanien und amtierte vorwiegend in Narbonne. Dort sollte er Recht sprechen, Missstände im Klerus untersuchen und die Integration der oft noch stark romanisch geprägten Gebiete ins fränkische Reichsgefüge festigen. Die Reise fand ihren literarischen Niederschlag im Carmen contra judices, in dem Theodulf Missbrauch und Korruption unter lokalen Amtsträgern anprangert und zu mehr Gerechtigkeit und geistlicher Verantwortung aufruft.
Im Jahr 800 empfing Theodulf Karl in Orléans und begleitete ihn anschließend nach Rom, wo er Papst Leo III. gegen seine römischen Ankläger verteidigte und an der Krönung Karls teilnahm. Als Anerkennung erhielt er aus der Hand des Papstes das Pallium, das ihn symbolisch in die Reihe der Metropoliten stellte und seine besondere Stellung am Hof Karls bezeugt.

## Unter Ludwig dem Frommen
Als Karl 814 starb, war Theodulf unter den Zeugen seines Testaments. Auch zu Karls Sohn und Nachfolger Ludwig dem Frommen stand er zunächst in guter Beziehung. Als Papst Stephan IV. zur Krönung Ludwigs 816 nach Reims kam, gehörte Theodulf zu der Gesandtschaft, die den Papst empfing. Bald darauf geriet er jedoch unter Verdacht, in die Rebellion Bernhards von Italien gegen Ludwig im Jahr 817 verwickelt gewesen zu sein. Daraufhin wurde er 818 auf der Synode von Aachen verurteilt, aller seiner Ämter enthoben und verbannt.
Die Umstände seiner Verurteilung sind bis heute nicht eindeutig geklärt. Weder ein Schuldeingeständnis noch eindeutige Beweise sind überliefert, und die moderne Forschung diskutiert, ob Theodulf Opfer politischer Ränke wurde. Als Unterstützer des Reichseinheitsgedankens stand er eigentlich auf Ludwigs Seite und konnte das Aufbegehren Bernhards nicht gutheißen. Andererseits war er als Zeuge des Testaments Karls nicht mit der Beschneidung der testamentarischen Rechte Bernhards einverstanden. Kontakte Theodulfs zu Bernhard mag es gegeben haben und möglicherweise hat er auf dem Reichstag 817 auch gewohnt scharfzüngig die Sache Bernhards vertreten. Aber einem gewaltsamen Aufruhr hat er sicher nicht das Wort geredet. Jedenfalls erfolgte nach der Verurteilung in Aachen die Verbannung ins Kloster Saint-Aubin in Angers. Theodulf starb in der Verbannung jedenfalls nach Februar 821 und vor Oktober 821. Das genaue Todesdatum ist nicht bekannt. Genauso wenig lässt sich der Sterbeort eindeutig belegen. Literarische Zeugnisse sowie eine auffällige Rezeption seiner Dichtung in den Carmina Cenomanensia sprechen dafür, dass dies nicht Angers, sondern Le Mans war.
In der Verbannung schrieb Theodulf den liturgisch bedeutsamen Hymnus Gloria, laus et honor, der am Palmsonntag gesungen wird. Er soll nach einer in die Legenda aurea übernommenen Legende während der Zeit in Angers entstanden und von Theodulf am Fenster seiner Zelle so ergreifend gesungen worden sein, dass Ludwig, der vor dem Feldzug gegen die Bretonen 818 Angers besuchte, unter dem Fenster vorüber kam, ihn aus der Haft begnadigte und wieder in sein Bischofsamt einsetzte. Zu dieser Begnadigung ist es nach übereinstimmender Meinung der Historiker nicht gekommen.

## Werke
Theodulfs Gloria, laus et honor, ein Hymnus zum Palmsonntag, ist bis heute liturgisch bedeutsam. Rund 80 seiner Gedichte sind erhalten. In den Libri Caroli wandte er sich gegen die Bilderverehrung. Er war außerdem an der Auseinandersetzung mit dem Adoptianismus beteiligt, auch wenn keine entsprechende Schrift von ihm überliefert ist. Um 800 erstellte er eine eigene Revision der Vulgata, die qualitativ hoch eingeschätzt wird, aber kaum Verbreitung fand. Im Filioque-Streit verfasste er 809 ein theologisches Gutachten De processione Spiritus Sancti, 812 De ordine baptismi.

## Nachleben
Theodulf galt als produktiver Briefeschreiber, doch ist seine Korrespondenz kaum erhalten. Nach seiner Verurteilung wurde sein Andenken ähnlich einer Damnatio memoriae weitgehend ausgelöscht. Seine dichterischen Werke blieben jedoch erhalten und zeugen von seinem herausragenden literarischen Rang im frühkarolingischen Kulturraum.

## Ausgaben
Für eine vollständige Aufstellung siehe: Mitgliedseintrag von Theodulfus episcopus Aurelianensis bei der Bayerischen Akademie der Wissenschaften, abgerufen am 13.04.2025.
- Theodulfi Carmina. In: Poetae Latini medii aevi 1: Poetae Latini aevi Carolini (I). Herausgegeben von Ernst Dümmler. Berlin 1881, S. 437–581 (Monumenta Germaniae Historica, Digitalisat)
- Erstes Kapitular. In: Peter Brommer (Hrsg.): MGH Capitula episcoporum. Band 1, 1984, S. 73–142 (dmgh.de).
- Zweites Kapitular. In: Peter Brommer (Hrsg.): MGH Capitula episcoporum. Band 1, 1984, S. 142–184 (dmgh.de).
- Jacques Sirmond (Hrsg.): Theodulfi aurelianensis episcopi Opera. Paris 1646 (hathitrust.org).
- Theodulphus. In: Guido Maria Dreves (Hrsg.): Hymnographi latini / Lateinische Hymnendichter des Mittelalters, Zweite Folge (= Clemens Blume und Guido M.Dreves [Hrsg.]: Analetica hymnica medii aevi. Band 5). Leipzig 1907, S. 160–166 (archive.org).
- Opus Caroli Regis Contra Synodum (Libri Carolini). In: Ann Freeman (Hrsg.): MGH Concilia. 2, Suppl. 1. Hannover 1998 (dmgh.de).
- Das Konzil von Aachen 809. In: Harald Willjung (Hrsg.): MGH Concilia. 2, Suppl. 2. Hannover 1998, ISBN 3-7752-5426-9, Libellus de processione spiritus sancti, S. 315–317 (dmgh.de).

## Übersetzungen
- Arthur S. Napier, An Old English version of the Capitula of Theodulf together with the Latin Original, London 1916 (= Early English Text Society, Original Series, 150)
- Hans Sauer, Theodulfi Capitula in England: die altenglischen Übersetzungen zusammen mit dem lateinischen Text, München 1978 (= Texte und Untersuchungen zur Englischen Philologie, 8)
- Susan A. Keefe, Water and the Word: baptism and the education of the clergy in the Carolingian empire, II: Texts and Notes, Notre Dame 2002, p.280–321 (De ordine baptismi)